# Anderson Rodrigues
Anderson Oliveira de Rodrigues (ur. 21 maja 1974 roku w Belo Horizonte) – siatkarz brazylijski, grający na pozycji atakującego. Gwiazda reprezentacji Brazylii sprzed lat. 
Waży 95 kg. Jego średni zasięg w ataku wynosi 330 cm, w bloku 321 cm. Mieszka obecnie w Rio de Janeiro. Jego zainteresowania poza siatkówką to podróże i muzyka. Odniósł wraz z reprezentacją Brazylii wszelkie możliwe zwycięstwa. Dzięki temu jest elementem żywej legendy.
Jego żona Ana Paula Guth jest siatkarką. 

## Przebieg kariery
| Lata      | Klub                            | Klub                     | Klub                     | Klub                     | Klub                     | Klub                     | Klub                     | Klub                     | Klub                     | Klub                     | Klub                     |
| Siatkarz  | Siatkarz                        | Siatkarz                 | Siatkarz                 | Siatkarz                 | Siatkarz                 | Siatkarz                 | Siatkarz                 | Siatkarz                 | Siatkarz                 | Siatkarz                 |                          |
| --------- | ------------------------------- | ------------------------ | ------------------------ | ------------------------ | ------------------------ | ------------------------ | ------------------------ | ------------------------ | ------------------------ | ------------------------ | ------------------------ |
| 2000–2001 | Ulbra/Canoas                    | Ulbra/Canoas             | Ulbra/Canoas             | Ulbra/Canoas             | Ulbra/Canoas             | Ulbra/Canoas             | Ulbra/Canoas             | Ulbra/Canoas             | Ulbra/Canoas             | Ulbra/Canoas             | Ulbra/Canoas             |
| 2002–2004 | NEC Blue Rockets                | NEC Blue Rockets         | NEC Blue Rockets         | NEC Blue Rockets         | NEC Blue Rockets         | NEC Blue Rockets         | NEC Blue Rockets         | NEC Blue Rockets         | NEC Blue Rockets         | NEC Blue Rockets         | NEC Blue Rockets         |
| 2004–2005 | Copra Piacenza                  | Copra Piacenza           | Copra Piacenza           | Copra Piacenza           | Copra Piacenza           | Copra Piacenza           | Copra Piacenza           | Copra Piacenza           | Copra Piacenza           | Copra Piacenza           | Copra Piacenza           |
| 2005–2006 | Bre Banca Lannutti Cuneo        | Bre Banca Lannutti Cuneo | Bre Banca Lannutti Cuneo | Bre Banca Lannutti Cuneo | Bre Banca Lannutti Cuneo | Bre Banca Lannutti Cuneo | Bre Banca Lannutti Cuneo | Bre Banca Lannutti Cuneo | Bre Banca Lannutti Cuneo | Bre Banca Lannutti Cuneo | Bre Banca Lannutti Cuneo |
| 2006–2007 | Prisma Taranto                  | Prisma Taranto           | Prisma Taranto           | Prisma Taranto           | Prisma Taranto           | Prisma Taranto           | Prisma Taranto           | Prisma Taranto           | Prisma Taranto           | Prisma Taranto           | Prisma Taranto           |
| 2007–2008 | Ulbra/Suzano                    | Ulbra/Suzano             | Ulbra/Suzano             | Ulbra/Suzano             | Ulbra/Suzano             | Ulbra/Suzano             | Ulbra/Suzano             | Ulbra/Suzano             | Ulbra/Suzano             | Ulbra/Suzano             | Ulbra/Suzano             |
| 2008–2009 | Unisul/Joinville                | Unisul/Joinville         | Unisul/Joinville         | Unisul/Joinville         | Unisul/Joinville         | Unisul/Joinville         | Unisul/Joinville         | Unisul/Joinville         | Unisul/Joinville         | Unisul/Joinville         | Unisul/Joinville         |
| 2009–2010 | Sesi São Paulo                  | Sesi São Paulo           | Sesi São Paulo           | Sesi São Paulo           | Sesi São Paulo           | Sesi São Paulo           | Sesi São Paulo           | Sesi São Paulo           | Sesi São Paulo           | Sesi São Paulo           | Sesi São Paulo           |
| 2010–2011 | Cimed                           | Cimed                    | Cimed                    | Cimed                    | Cimed                    | Cimed                    | Cimed                    | Cimed                    | Cimed                    | Cimed                    | Cimed                    |
| 2011–2012 | Vivo/Minas                      | Vivo/Minas               | Vivo/Minas               | Vivo/Minas               | Vivo/Minas               | Vivo/Minas               | Vivo/Minas               | Vivo/Minas               | Vivo/Minas               | Vivo/Minas               | Vivo/Minas               |
| Trener    |                                 |                          |                          |                          |                          |                          |                          |                          |                          |                          |                          |
| Lata      | Klub/Reprezentacja              | Sekcja                   | Funkcja                  |                          |                          |                          |                          |                          |                          |                          |                          |
| 2012–2016 | Minas Tênis Clube               | kobiety                  | asystent trenera         |                          |                          |                          |                          |                          |                          |                          |                          |
| 2017      | Reprezentacja Brazylii U-23     | mężczyźni                | asystent trenera         |                          |                          |                          |                          |                          |                          |                          |                          |
| 2016–2017 | Brasília Vôlei                  | kobiety                  | I trener                 |                          |                          |                          |                          |                          |                          |                          |                          |
| 2017–2018 | Voléro Zurych                   | kobiety                  | I trener                 |                          |                          |                          |                          |                          |                          |                          |                          |
| 2018–2021 | Sesi Vôlei Bauru                | kobiety                  | I trener                 |                          |                          |                          |                          |                          |                          |                          |                          |
| 2021      | Reprezentacja Brazylia Juniorów | mężczyźni                | asystent trenera         |                          |                          |                          |                          |                          |                          |                          |                          |
| 2021–     | Sesi São Paulo                  | mężczyźni                | I trener                 |                          |                          |                          |                          |                          |                          |                          |                          |

## Jako zawodnik

### Sukcesy klubowe
Liga brazylijska:
- 2001
- 2008, 2012

Puchar Włoch:
- 2006

### Sukcesy reprezentacyjne
Mistrzostwa Ameryki Południowej:
- 2001, 2003, 2005, 2007

Liga Światowa:
- 2001, 2003, 2004, 2005, 2006, 2007
- 2002

Puchar Ameryki:
- 2001
- 2005

Puchar Wielkich Mistrzów:
- 2005
- 2001

Mistrzostwa Świata:
- 2002, 2006

Igrzyska Panamerykańskie:
- 2007
- 2003

Puchar Świata:
- 2003, 2007

Igrzyska Olimpijskie:
- 2004
- 2008

Puchar Panamerykański:
- 2011

## Jako trener

### Sukcesy klubowe

#### kobiety
Superpuchar Szwajcarii:
- 2017

Puchar Szwajcarii:
- 2018

Liga szwajcarska:
- 2018

#### mężczyźni
Liga brazylijska:
- 2024[1]
- 2022

Klubowe Mistrzostwa Ameryki Południowej:
- 2025[2]